# Kostyál Sándor
Tharnói Kostyál Sándor (Bucsány, 1828. december 16. – Budapest, 1880. október 25.), köz- és váltó ügyvéd, 1848-as honvéd-százados.

## Családja és származása
Az ősrégi nemesi származású tharnói Kostyál család sarja, amely már II. Ulászló magyar király korában 1507-ben kapott birtokadományt. Apja tharnói Kostyál Mihály (1785–1831), gróf Zay Imre uradalmi igazgatója, anyja Ruprecht Katalin. Az apai nagyszülei tharnói Kostyál János (1785–1831), verbói földbirtokos, és Zsitnik Mária voltak. Kostyál Sándornak a fivére tharnói Kostyál Lajos (1813–1881), köz- és váltó- ügyvéd. A leánytestvérei: Kosatzky Vilmosné tharnói Kostyál Vilma, és tharnói Kostyál Terézia, akinek a férje nemes Blaskovits Vilmos (1814–1888) ágostai hitvallású lelkész.

## Élete
Az 1848-as szabadságharcban vett részt; 1848. október 10-én hadnagy volt a Szepességben alakuló 19. honvédzászlóaljnál. 1848. decemberétől a felső-tiszai hadtest kötelékében részt vett a Galíciából betört Schlik-hadtest elleni harcokban. 1849. március 16-án főhadnagy alakulatánál az I. hadtestben. 1849. május 21-én zászlóaljával a főváros helyőrségét adja. 1849. június 23-án százados ugyanott, majd július közepétől alakulatával a Közép-Tiszai hadseregben szolgált. Az általános fegyverletételkor Komáromba menekült, 1849. szeptember 13-án Johann May alezredes segédtisztje volt, a vár feladásáig. 1867-ben a Nyitra megyei Honvédegylet tagja volt.

## Házassága és leszármazottjai
1859. október 18-án Komáromban, Kostyál Sándor feleségül vette az előkelő köznemesi származású szentmiklósi és óvári Pongrácz Kamilla (Liptószentmiklós, 1839. július 11. – Budapest, 1909. november 29.) kisasszonyt, akinek a szülei szentmiklósi és óvári Pongrácz Kázmér (1801–1880), földbirtokos, valamint szentmiklósi és óvári Pongrácz Mária (1811–1884) voltak. Az apai nagyszülei szentmiklósi és óvári Pongrácz Antal, földbirtokos és liptószentiványi Szent-Ivány Anna voltak. Az anyai nagyszülei szentmiklósi és óvári Pongrácz Jónás, földbirtokos, valamint liptószentiványi Szent-Ivány Karolina voltak. Kostyál Sándorné Pongrácz Kamilla fivére szentmiklósi és óvári Pongrácz Kálmán (1844–1917),  magyar királyi udvari tanácsos, a pozsonyi királyi közjegyzői kamara elnöke, nyitrai királyi közjegyző. Kostyál Sándor és Pongrácz Kamilla frigyéből született:
- Kostyál Zsigmond (Nyitra, 1862. május 20. – Budapest, 1917. október 20.), állami számvevőszéki alelnök, a Lipót-rend lovagja.[15][16] Neje: pacséri Csillaghy Margit (Isztebne, 1869. december 10. – Budapest, 1946. január 25.).[17]
- dr. Kostyál Miklós (Nyitra, 1864. október 15. – Budapest, 1928. április 3.), országgyűlési képviselő, vármegye főjegyzője, a Vaskorona rend lovagja.[18] Neje: hanzlifalvi Vagyon Lúcia.
- Kostyál Mária Gizella Etelka Katalin (Nyitra, 1872. április 7.–Fegyvernek, 1952. november 28.).[19] Férje: székhelyi Majláth Oszkár (Arad, 1874. március 15. – Budapest, 1942. március 7.), pénzügyi miniszteri helyettes államtitkár.[20]
- Kostyál Artur Kálmán Sándor Ignác (Nyitra, 1875. március 28.–Pozsony, 1886. május 12.).[21][22]